# São José do Egito (ort)
São José do Egito är en ort i Brasilien.   Den ligger i kommunen São José do Egito och delstaten Pernambuco, i den östra delen av landet, 1 500 km nordost om huvudstaden Brasília. São José do Egito ligger 594 meter över havet och antalet invånare är 18 218.
Terrängen runt São José do Egito är platt. Det finns inga andra samhällen i närheten.
Omgivningarna runt São José do Egito är huvudsakligen savann. Runt São José do Egito är det ganska glesbefolkat, med 47 invånare per kvadratkilometer.